# Prêmio Peter Debye
O Prêmio Peter Debye (em inglês:  Peter Debye Award) em físico-química é concedido anualmente pela American Chemical Society "para encorajar e reconhecer pesquisas significativas em físico-química". O prêmio é denominado em memória de Peter Debye e concedido sem restrição de idade ou nacionalidade.

## Laureados[1]
- 1962 Edgar Bright Wilson
- 1963 Robert Mulliken
- 1964 Henry Eyring
- 1965 Lars Onsager
- 1966 Joseph Hirschfelder
- 1967 Joseph Edward Mayer
- 1968 George Kistiakowsky
- 1969 Paul John Flory
- 1970 Oscar Knefler Rice
- 1971 Norman Davidson
- 1972 Clyde Allen Hutchison
- 1973 William Lipscomb
- 1974 Walter Hugo Stockmayer
- 1975 Herbert S. Gutowsky
- 1976 Robert Zwanzig
- 1981 Richard B. Bernstein
- 1982 Peter Rentzepis
- 1983 George Claude Pimentel
- 1984 Benton Seymour Rabinovitch
- 1985 Stuart Alan Rice
- 1986 Yuan Lee
- 1987 Harry George Drickamer
- 1988 Rudolph Arthur Marcus
- 1989 Gábor Somorjai
- 1990 Harden McConnell
- 1991 Richard Zare
- 1992 Frank Stillinger
- 1993 Frank Sherwood Rowland
- 1994 William Klemperer
- 1995 John Charles Tully
- 1996 Ahmed Zewail
- 1997 Robin Hochstrasser
- 1998 Graham Fleming
- 1999 Jesse Beauchamp
- 2000 Peter Guy Wolynes
- 2001 John Ross
- 2002 Giacinto Scoles
- 2003 William Hughes Miller
- 2004 Carl Lineberger
- 2005 Stephen Leone
- 2006 Donald Truhlar
- 2007 John Yates
- 2008 Michael Lawrence Klein
- 2009 Richard Saykally
- 2010 George Schatz
- 2011 Louis Brus
- 2012 David Chandler
- 2013 William Moerner
- 2014 Henry Frederick Schaefer
- 2015 Xiaoliang Sunney Xie
- 2016 Mark Ratner
- 2017 Bruce J. Berne
- 2018 Paras Nath Prasad[2]